# Championnats du monde juniors de patinage artistique 1994
Navigation
Édition précédente Édition suivante
Les Championnats du monde juniors de patinage artistique 1994 ont lieu du 30 novembre au 5 décembre 1993 à la patinoire de Broadmoor à Colorado Springs aux États-Unis. C'est le dernier grand événement sportif international qui a lieu dans cette patinoire qui est détruite en 1994.

## Qualifications
Les patineurs sont éligibles à l'épreuve s'ils représentent une nation membre de l'Union internationale de patinage (International Skating Union en anglais) et s'ils ont moins de 19 ans avant le 1er juillet 1993, sauf pour les messieurs qui participent au patinage en couple et à la danse sur glace où l'âge maximum est de 21 ans. Les fédérations nationales sélectionnent leurs patineurs en fonction de leurs propres critères.
Sur la base des résultats des championnats du monde juniors 1993, l'Union internationale de patinage autorise chaque pays à avoir de une à trois inscriptions par discipline.
| Nombre d'inscriptions                                             | Messieurs                             | Dames                                          | Couples                  | Danse sur glace              |
| ----------------------------------------------------------------- | ------------------------------------- | ---------------------------------------------- | ------------------------ | ---------------------------- |
| 3                                                                 | Russie Ukraine États-Unis             | Allemagne Japon États-Unis                     | Canada Russie États-Unis | Canada France Pologne Russie |
| 2                                                                 | Allemagne Canada Chine Japon Lettonie | Belgique France Hongrie Pologne Russie Ukraine | Allemagne Ukraine        | Royaume-Uni États-Unis       |
| Si non répertorié ci-dessus, une seule inscription est autorisée. |                                       |                                                |                          |                              |

Pour la deuxième année, l'Union internationale de patinage impose une ronde des qualifications pour les catégories individuelles masculine et féminine. Les qualifications sont divisées en deux groupes A et B. Pour les mondiaux juniors 1994, le top 12 de chaque groupe accède au programme court et au programme libre. Les scores des qualifications ne comptent pas pour le score final.

## Podiums
| Épreuves                            | Or                                  | Argent                                   | Bronze                                |
| ----------------------------------- | ----------------------------------- | ---------------------------------------- | ------------------------------------- |
| Messieurs résultats détaillés       | Michael Weiss                       | Naoki Shigematsu                         | Jere Michael                          |
| Dames résultats détaillés           | Michelle Kwan                       | Krisztina Czakó                          | Irina Sloutskaïa                      |
| Couples résultats détaillés         | Maria Petrova / Anton Sikharulidze  | Caroline Haddad / Jean-Sebastien Fecteau | Galina Maniachenko / Evgeni Zhigurski |
| Danse sur glace résultats détaillés | Sylwia Nowak / Sebastian Kolasiński | Ekaterina Svirina / Sergei Sakhnovski    | Agnès Jacquemard / Alexis Gayet       |

## Tableau des médailles
| Rang  | Nation     | Or | Argent | Bronze | Total |
| ----- | ---------- | -- | ------ | ------ | ----- |
| 1     | États-Unis | 2  | 0      | 1      | 3     |
| 2     | Russie     | 1  | 1      | 1      | 3     |
| 3     | Pologne    | 1  | 0      | 0      | 1     |
| 4     | Canada     | 0  | 1      | 0      | 1     |
| 4     | Hongrie    | 0  | 1      | 0      | 1     |
| 4     | Japon      | 0  | 1      | 0      | 1     |
| 7     | France     | 0  | 0      | 1      | 1     |
| 7     | Ukraine    | 0  | 0      | 1      | 1     |
| Total | Total      | 4  | 4      | 4      | 12    |

## Détails des compétitions
Pour la saison 1993/1994, les calculs des points se font selon la méthode suivante :
- chez les Messieurs, les Dames et les Couples artistiques (0.5 point par place pour le programme court, 1 point par place pour le programme libre)
- en danse sur glace (0.4 point par place pour les deux danses imposées, 0.6 point par place pour la danse originale, 1 point par place pour la danse libre)

### Messieurs
| Rang                                        | Nom                 | Nation       | Qualif. A | Qualif. B | Points | Prog. court | Prog. libre |
| ------------------------------------------- | ------------------- | ------------ | --------- | --------- | ------ | ----------- | ----------- |
| 1                                           | Michael Weiss       | États-Unis   | 2         |           | 1.5    | 1           | 1           |
| 2                                           | Naoki Shigematsu    | Japon        |           | 2         | 6.0    |             |             |
| 3                                           | Jere Michael        | États-Unis   | 1         |           | 6.5    |             |             |
| 4                                           | Aleksey Yagudin     | Russie       |           | 6         | 9.0    |             |             |
| 5                                           | Yevgeny Martynov    | Ukraine      | 5         |           | 9.0    |             |             |
| 6                                           | John Bevan          | États-Unis   | 10        |           | 9.5    |             |             |
| 7                                           | Li Yunfei           | Chine        | 12        |           | 9.5    |             |             |
| 8                                           | Aleksandr Abt       | Russie       | 3         |           | 10.5   |             |             |
| 9                                           | Li Xia              | Chine        | 7         |           | 10.5   |             |             |
| 10                                          | Jeffrey Langdon     | Canada       |           | 4         | 14.5   |             |             |
| 11                                          | Ilia Kulik          | Russie       |           | 1         | 17.0   |             |             |
| 12                                          | Makoto Okazaki      | Japon        |           | 7         | 18.5   |             |             |
| 13                                          | Maxim Shevtsov      | Ukraine      |           | 5         | 18.5   |             |             |
| 14                                          | Michael Hopfes      | Allemagne    | 6         |           | 20.0   |             |             |
| 15                                          | Hristo Turlakov     | Bulgarie     | 9         |           | 22.5   |             |             |
| 16                                          | Markus Leminen      | Finlande     | 8         |           | 23.0   |             |             |
| 17                                          | Thierry Cérez       | France       |           | 8         | 23.5   |             |             |
| 18                                          | Yvan Desjardins     | Canada       |           | 3         | 24.0   |             |             |
| 19                                          | Dmitri Maliuchenko  | Ukraine      | 4         |           | 30.0   |             |             |
| 20                                          | Florian Tuma        | Autriche     |           | 11        | 30.0   | 18          | 21          |
| 21                                          | Tobias Karlsson     | Suède        |           | 12        | 30.5   |             |             |
| 22                                          | Stuart Bell         | Royaume-Uni  |           | 9         | 33.0   |             |             |
| 23                                          | Karel Nekola        | Tchéquie     |           | 10        | 33.5   |             |             |
| 24                                          | Margus Hernits      | Estonie      | 11        |           | 36.0   | 24          | 24          |
| Patineurs éliminés après les qualifications |                     |              |           |           |        |             |             |
| 25                                          | [[]]                | {{}}         | 13        |           |        | NC          | NC          |
| 25                                          | [[]]                | {{}}         |           | 13        |        | NC          | NC          |
| 27                                          | Patrick Meier       | Suisse       | 14        |           |        | NC          | NC          |
| 27                                          | Edoardo de Bernadis | Italie       |           | 14        |        | NC          | NC          |
| 29                                          | Lee Kyu-Hyun        | Corée du Sud | 15        |           |        | NC          | NC          |
| 29                                          | Zoltan Köszegi      | Hongrie      |           | 15        |        | NC          | NC          |
| 31                                          | [[]]                | {{}}         | 16        |           |        | NC          | NC          |
| 31                                          | [[]]                | {{}}         |           | 16        |        | NC          | NC          |
| 33                                          | Jordi Pedro         | Espagne      | 17        |           |        | NC          | NC          |
| 33                                          | [[]]                | {{}}         |           | 17        |        | NC          | NC          |
| 35                                          | Jan Cejvan          | Slovénie     | 18        |           |        | NC          | NC          |
| 35                                          | [[]]                | {{}}         |           | 18        |        | NC          | NC          |
| 37                                          | Robert Kazimir      | Slovaquie    | 19        |           |        | NC          | NC          |

### Dames
| Rang                                          | Nom                    | Nation         | Qualif. A | Qualif. B | Points | Prog. court | Prog. libre |
| --------------------------------------------- | ---------------------- | -------------- | --------- | --------- | ------ | ----------- | ----------- |
| 1                                             | Michelle Kwan          | États-Unis     |           | 1         | 1.5    | 1           | 1           |
| 2                                             | Krisztina Czakó        | Hongrie        | 1         |           | 3.0    | 2           | 2           |
| 3                                             | Irina Sloutskaïa       | Russie         |           | 2         | 4.5    | 3           | 3           |
| 4                                             | Tanja Szewczenko       | Allemagne      | 2         |           | 7.0    |             |             |
| 5                                             | Rena Inoue             | Japon          | 4         |           | 9.5    |             |             |
| 6                                             | Hanae Yokoya           | Japon          |           | 3         | 9.5    | 7           | 6           |
| 7                                             | Anna Rechnio           | Pologne        |           | 9         | 9.5    | 5           | 7           |
| 8                                             | Zuzanna Szwed          | Pologne        |           | 5         | 11.0   |             |             |
| 9                                             | Irena Zemanová         | Tchéquie       | 5         |           | 13.0   |             |             |
| 10                                            | Jennifer Robinson      | Canada         |           | 7         | 16.0   |             |             |
| 11                                            | Nadezhda Kovalevskaya  | Russie         |           | 6         | 18.0   |             |             |
| 12                                            | Malika Tahir           | France         | 9         |           | 18.5   |             |             |
| 13                                            | Inna Zayets            | Ukraine        | 6         |           | 22.0   |             |             |
| 14                                            | Astrid Hochstetter     | Allemagne      | 3         |           | 24.0   |             |             |
| 15                                            | Julia Lautowa          | Autriche       | 12        |           | 24.0   |             |             |
| 16                                            | Nicole Skoda           | Suisse         |           | 11        | 25.0   |             |             |
| 17                                            | Jenna Pitman           | États-Unis     | 8         |           | 25.5   |             |             |
| 18                                            | Andrea Westenhuber     | Allemagne      | 10        |           | 25.5   |             |             |
| 19                                            | Viktoria Dimitrova     | Bulgarie       |           | 8         | 26.0   |             |             |
| 20                                            | Hannele Lundstrom      | Finlande       |           | 4         | 27.5   |             |             |
| 21                                            | Yuko Fukuya            | Japon          |           | 10        | 29.5   |             |             |
| 22                                            | Tamara Panjkret        | Croatie        |           | 12        | 32.5   |             |             |
| 23                                            | Laëtitia Bajot         | France         | 11        |           | 33.0   |             |             |
| 24                                            | Stephanie Main         | Royaume-Uni    | 7         |           | 34.5   |             |             |
| Patineuses éliminées après les qualifications |                        |                |           |           |        |             |             |
| 25                                            | [[]]                   | {{}}           | 13        |           |        | NC          | NC          |
| 25                                            | Vanessa Giunchi        | Italie         |           | 13        |        | NC          | NC          |
| 27                                            | [[]]                   | {{}}           | 14        |           |        | NC          | NC          |
| 27                                            | [[]]                   | {{}}           |           | 14        |        | NC          | NC          |
| 29                                            | [[]]                   | {{}}           | 15        |           |        | NC          | NC          |
| 29                                            | Jekaterina Golovatenko | Estonie        |           | 15        |        | NC          | NC          |
| 31                                            | [[]]                   | {{}}           | 16        |           |        | NC          | NC          |
| 31                                            | Christelle Damman      | Belgique       |           | 16        |        | NC          | NC          |
| 33                                            | Shirene Human          | Afrique du Sud | 17        |           |        | NC          | NC          |
| 33                                            | [[]]                   | {{}}           |           | 17        |        | NC          | NC          |
| 35                                            | Leire Olazabal         | Espagne        | 18        |           |        | NC          | NC          |
| 35                                            | [[]]                   | {{}}           |           | 18        |        | NC          | NC          |
| 37                                            | Zuzana Babiakova       | Slovaquie      |           | 19        |        | NC          | NC          |

### Couples
| Rang | Nom                                        | Nation     | Points | Prog. court | Prog. libre |
| ---- | ------------------------------------------ | ---------- | ------ | ----------- | ----------- |
| 1    | Maria Petrova / Anton Sikharulidze         | Russie     | 1.5    | 1           | 1           |
| 2    | Caroline Haddad / Jean-Sebastien Fecteau   | Canada     | 3.5    | 3           | 2           |
| 3    | Galina Maniachenko / Evgeni Zhigurski      | Ukraine    | 4.0    | 2           | 3           |
| 4    | Oksana Chupkina / Pavel Chalden            | Russie     | 6.0    | 4           | 4           |
| 5    | Irina Maslennikova / Konstantin Krasnenkov | Russie     | 8.0    | 6           | 5           |
| 6    | Sophie Guestault / Francois Guestault      | France     | 10.0   | 8           | 6           |
| 7    | Tetiana Lazarenko / ? Garbuzov             | Ukraine    | 10.5   | 5           | 8           |
| 8    | Danielle Hartsell / Steve Hartsell         | États-Unis | 12.5   | 11          | 7           |
| 9    | Sara Ward / Paul Binnebose                 | États-Unis | 13.5   | 9           | 9           |
| 10   | Julie Lawrenson / Shane Dennison           | Canada     | 15.0   | 10          | 10          |
| 11   | Silvia Dimitrov / Rico Rex                 | Allemagne  | 15.5   | 7           | 12          |
| 12   | Ulrike Gerstel / Bjorn Lobenwein           | Autriche   | 18.0   | 14          | 11          |
| 13   | Jennifer Pregnolato / Sébastien Morin      | Canada     | 19.0   | 12          | 13          |
| 14   | Rita Chałubińska / Sławomir Borowiecki     | Pologne    | 20.5   | 13          | 14          |
| 15   | Ari Blank / Jeb Gerth                      | États-Unis | 22.5   | 15          | 15          |

### Danse sur glace
| Rang | Nom                                      | Nation      | Points | Danses imposées | Danse originale | Danse libre |
| ---- | ---------------------------------------- | ----------- | ------ | --------------- | --------------- | ----------- |
| 1    | Sylwia Nowak / Sebastian Kolasiński      | Pologne     | 2.4    | 2               | 1               | 1           |
| 2    | Ekaterina Svirina / Sergei Sakhnovski    | Russie      | 3.6    | 1               | 2               | 2           |
| 3    | Agnès Jacquemard / Alexis Gayet          | France      | 7.2    | 3               | 5               | 3           |
| 4    | Chantal Lefebvre / Patrice Lauzon        | Canada      | 7.4    | 4               | 3               | 4           |
| 5    | Iwona Filipowicz / Michał Szumski        | Pologne     | 10.8   |                 |                 |             |
| 6    | Olga Mudrak / Vitaliy Baranov            | Ukraine     | 12.4   |                 |                 |             |
| 7    | Anna Semenovich / Denis Samokhin         | Russie      | 13.2   |                 |                 |             |
| 8    | Stéphanie Guardia / Franck Laporte       | France      | 15.0   |                 |                 |             |
| 9    | Ekaterina Davydova / Vazgen Azroyan      | Russie      | 18.4   |                 |                 |             |
| 10   | Marta Grimaldi / Massimiliano Acquaviva  | Italie      | 20.0   |                 |                 |             |
| 11   | Dominique Deniaud / Martial Jaffredo     | France      | 22.2   |                 |                 |             |
| 12   | Julie Keeble / Lasantha Salapadru        | Royaume-Uni | 23.6   |                 |                 |             |
| 13   | Sandra Blume / Markus Blume              | Allemagne   | 26.8   |                 |                 | 14          |
| 14   | Eve Chalom / Mathew Gates                | États-Unis  | 27.0   | 14              | 14              | 13          |
| 15   | Šárka Vondrková / Lukáš Král             | Tchéquie    | 30.0   | 15              | 15              | 15          |
| 16   | Angelic Monté / Jonathan Lapointe        | Canada      | 32.0   | 16              | 16              | 16          |
| 17   | Jayna Cronin / Jonathan Nichols          | États-Unis  | 34.4   | 18              | 17              | 17          |
| 18   | Agata Błażowska / Marcin Kozubek         | Pologne     | 36.6   |                 |                 |             |
| 19   | Kornélia Bárány / Peter Schreier         | Hongrie     | 38.2   |                 |                 |             |
| 20   | Akiko Kinoshita / Yosuke Moriwaki        | Japon       | 41.8   |                 |                 |             |
| 21   | Kristina Kalesnik / Aleksander Terentjev | Estonie     | 42.4   |                 |                 |             |
| 22   | Zuzana Babušíková / Marián Mesároš       | Slovaquie   | 44.2   |                 |                 |             |
| 23   | Tuire Haahti / Toni Mattila              | Finlande    | 45.2   |                 |                 |             |